# Liste der Kulturdenkmale in Laboe
In der Liste der Kulturdenkmale in Laboe sind alle Kulturdenkmale der schleswig-holsteinischen Gemeinde Laboe (Kreis Plön) aufgelistet (Stand: 14. April 2025).

## Legende
In den Spalten befinden sich folgende Informationen:
- Objekt-ID: die Nummer des Kulturdenkmales
- Lage: die Adresse des Kulturdenkmales und die geographischen Koordinaten. Kartenansicht, um Koordinaten zu setzen. In der Kartenansicht sind Kulturdenkmale ohne Koordinaten mit einem roten Marker dargestellt und können in der Karte gesetzt werden. Kulturdenkmale ohne Bild sind mit einem blauen Marker gekennzeichnet, Kulturdenkmale mit Bild mit einem grünen Marker.
- Offizielle Bezeichnung: Bezeichnung des Kulturdenkmales
- Beschreibung: die Beschreibung des Kulturdenkmales
- Bild: ein Bild des Kulturdenkmales

## Sachgesamtheiten
| Objekt-ID      | Lage                                              | Offizielle Bezeichnung | Beschreibung | Bild                             |
| -------------- | ------------------------------------------------- | ---------------------- | --- | -------------------------------- |
| 45550 Wikidata | Brodersdorfer Weg 1 (54° 24′ 8″ N, 10° 13′ 35″ O) | Kirche Laboe           | Kirche Laboe, 1913, 1926, 1972, Architekt Brodersen, Hans u. Otto Schnittger; Gebäudegruppe aus mittlerweile umgenutztem Kirchenbau im barockisierenden Heimatschutzstil mit westlichem Anbau eines Gemeindehauses in schlichterer Form, zurückgesetzt der moderne polygonale Kirchenbau mit Betonelementen von 1972 - Begründung: geschichtlich, künstlerisch, städtebaulich - Schutzumfang: Anker-Gottes-Kirche, Gemeindehaus mit Kirchsaal | weitere Fotos \| Fotos hochladen |

## Bauliche Anlagen
| Objekt-ID      | Lage                                                | Offizielle Bezeichnung             | Beschreibung | Bild                             |
| -------------- | --------------------------------------------------- | ---------------------------------- | --- | -------------------------------- |
| 5104 Wikidata  | Brodersdorfer Weg 1 (54° 24′ 8″ N, 10° 13′ 34″ O)   | Gemeindehaus mit Kirchsaal         | Gemeindehaus mit Kirchsaal; 1913, 1926, Architekt Brodersen, Schnittger; traufständiger pfannengedeckter Gemeindesaal aus Backstein in Formen des Heimatschutzstils, mit seitlichen risalitartigen Vorbauten und barockisierenden Schweifgiebeln sowie hohem Dachreiter, winkelförmig angebaut das schlichtere traufständige Pastorat mit breitem fast firsthohem Frontispitz und polygonalem Standerker an der Giebelseite - Begründung: geschichtlich, künstlerisch, städtebaulich - Schutzumfang: gesamtes Objekt - Denkmaltyp: Bauliche Anlage, Sachgesamtheit: Kirche Laboe                                                            | Fotos hochladen                  |
| 22924 Wikidata | Brodersdorfer Weg 1 (54° 24′ 9″ N, 10° 13′ 36″ O)   | Anker-Gottes-Kirche                | Anker-Gottes-Kirche; 1972; Architekt: Otto Schnittger; kompakter Backsteinbau auf polygonalem Grundriss, blechgedecktes Dach mit vier aufragenden Spitzgiebeln, darunter umlaufendes Band aus Betonmaßwerk mit Buntglas, Eingang mittig über einer Gebäudeecke - Begründung: geschichtlich, künstlerisch, städtebaulich - Schutzumfang: gesamtes Objekt - Denkmaltyp: Bauliche Anlage, Sachgesamtheit: Kirche Laboe | weitere Fotos \| Fotos hochladen |
| 12844 Wikidata | Hafenplatz (54° 24′ 10″ N, 10° 13′ 8″ O)            | Hafenpavillon mit Rettungsschuppen | Alteintragung (Aktualisierung vorgesehen) - Begründung: geschichtlich, künstlerisch, städtebaulich - Schutzumfang: gesamtes Objekt - Denkmaltyp: Bauliche Anlage | Fotos hochladen                  |
| 31795          | Hafenstraße 1 (54° 24′ 13″ N, 10° 13′ 15″ O)        | Fachhallenkate                     | Fachhallenkate; 1843, 1884; eingeschossiges traufständiges Fachwerkhaus mit reetgedecktem Satteldach, gebogene Kopfstreben, Giebelspitze mit Schnitzwerk - Begründung: geschichtlich, städtebaulich, Kulturlandschaft prägend - Schutzumfang: gesamtes Objekt - Denkmaltyp: Bauliche Anlage | weitere Fotos \| Fotos hochladen |
| 8168 Wikidata  | Hafenstraße (54° 24′ 9″ N, 10° 13′ 7″ O)            | Ehemalige Seenot-Rettungsstation   | Alteintragung (Aktualisierung vorgesehen) - Begründung: Alteintragung (Aktualisierung vorgesehen) - Schutzumfang: Alteintragung (Aktualisierung vorgesehen) - Denkmaltyp: Bauliche Anlage | Fotos hochladen                  |
| 3332           | Oberdorf 6 (54° 24′ 16″ N, 10° 13′ 31″ O)           | Wohn- und Wirtschaftsgebäude       | Wohn- und Wirtschaftsgebäude; 1777, 1832; eingeschossiges, giebelständiges Fachhallenhaus aus Fachwerk unter Halbwalmdach, mit Lindenreihe - Begründung: geschichtlich, städtebaulich, Kulturlandschaft prägend - Schutzumfang: Wohn- und Wirtschaftsgebäude, Lindenreihe - Denkmaltyp: Bauliche Anlage | BW                               |
| 3334 Wikidata  | Oberdorf 18 (54° 24′ 18″ N, 10° 13′ 34″ O)          | Wohn- und Wirtschaftsgebäude       | Alteintragung (Aktualisierung vorgesehen) - Begründung: Alteintragung (Aktualisierung vorgesehen) - Schutzumfang: Alteintragung (Aktualisierung vorgesehen) - Denkmaltyp: Bauliche Anlage | Fotos hochladen                  |
| 490 Wikidata   | Oberdorf 25 (54° 24′ 20″ N, 10° 13′ 35″ O)          | Wohn- und Wirtschaftsgebäude       | Bauernvogthufe von 1560, Sitz des Bauervogt von Laboe; Alteintragung (Aktualisierung vorgesehen) - Begründung: Alteintragung (Aktualisierung vorgesehen) - Schutzumfang: Alteintragung (Aktualisierung vorgesehen) - Denkmaltyp: Bauliche Anlage | Fotos hochladen                  |
| 19527          | Reventloustraße 20 (54° 24′ 20″ N, 10° 13′ 12″ O)   | Rathaus                            | Rathaus; 1913, Bauunternehmen Oswald Lovisa; zwei- und dreigeschossiges Eckgebäude im Reformstil, Backsteinbau auf hohem Sockel mit Eckrotunde und Walmdach - Begründung: geschichtlich, städtebaulich - Schutzumfang: gesamtes Objekt - Denkmaltyp: Bauliche Anlage | Fotos hochladen                  |
| 30974          | Strandstraße 15 - 17 (54° 24′ 23″ N, 10° 13′ 13″ O) | Doppelwohnhaus                     | Doppelwohnhaus; 1896; zweigeschossiger Putzbau im Bäderstil auf H-förmigem Grundriss mit Satteldach und Dreiecksgiebeln zur Straße - Begründung: geschichtlich, städtebaulich - Schutzumfang: gesamtes Objekt - Denkmaltyp: Bauliche Anlage | weitere Fotos \| Fotos hochladen |
| 10789          | Strandstraße 40 (54° 24′ 29″ N, 10° 13′ 24″ O)      | Wohnhaus                           | Wohnhaus; 1904; zweigeschossiger, villenartiger Jugendstil-Putzbau mit Walmdach, zweigeschossige Vorbauten nach Nordwesten zur Straße und nach Nordosten, Wintergarten, mit Einfriedung - Begründung: geschichtlich, städtebaulich - Schutzumfang: Wohnhaus, Einfriedung - Denkmaltyp: Bauliche Anlage | weitere Fotos \| Fotos hochladen |
| 3330 Wikidata  | Strandstraße 92 (54° 24′ 42″ N, 10° 13′ 53″ O)      | Marine-Ehrenmal                    | Das Marine-Ehrenmal in Laboe ist als Gedenkstätte für die im Ersten Weltkrieg gefallenen deutschen Marinesoldaten errichtet worden. Später kam das Gedenken an die im Zweiten Weltkrieg gefallenen Angehörigen der Kriegsmarine hinzu. Seit der Übernahme durch den Deutschen Marinebund am 30. Mai 1954 erinnert das Ehrenmal an die auf den Meeren gebliebenen Seeleute aller Nationen und mahnt eine friedliche Seefahrt auf freien Meeren an. Alteintragung (Aktualisierung vorgesehen) - Begründung: Alteintragung (Aktualisierung vorgesehen) - Schutzumfang: Alteintragung (Aktualisierung vorgesehen) - Denkmaltyp: Bauliche Anlage | weitere Fotos \| Fotos hochladen |

## Gründenkmal
| Objekt-ID | Lage                                    | Offizielle Bezeichnung | Beschreibung | Bild            |
| --------- | --------------------------------------- | ---------------------- | --- | --------------- |
| 50788     | Oberdorf (54° 24′ 15″ N, 10° 13′ 29″ O) | Doppeleiche            | Doppeleiche; 1898; zum Jubiläum der Schleswig-Holsteinischen Erhebung gepflanzt; mit Gedenkstein - Begründung: geschichtlich, städtebaulich, Kulturlandschaft prägend - Schutzumfang: Doppeleiche, Gedenkstein - Denkmaltyp: Gründenkmal | Fotos hochladen |

## Bewegliche Kulturdenkmale
| Objekt-ID     | Lage                                           | Offizielle Bezeichnung | Beschreibung | Bild                             |
| ------------- | ---------------------------------------------- | ---------------------- | --- | -------------------------------- |
| 3335 Wikidata | Strandstraße 92 (54° 24′ 45″ N, 10° 13′ 44″ O) | U-Boot 995             | U 995 ist ein im Zweiten Weltkrieg eingesetztes deutsches U-Boot vom Typ VII C/41 der damaligen Kriegsmarine. Es wurde im September 1943 in Dienst gestellt und absolvierte neun Feindfahrten. | weitere Fotos \| Fotos hochladen |

## Quelle
- Liste der Kulturdenkmale in Schleswig-Holstein – Kreis Plön (PDF)

- Karte mit allen Koordinaten:
- OSM |
- WikiMap